# EAERAN
EAERAN，由出生於日本東京的兩位兄弟

所組成的團體，是以Hip-Hop為主的兄弟組合。在台灣生活了十年，會說日語、中文、英語、韓語四種語言。曾為Amuse所屬藝人，現為日本索尼音樂旗下雙人音樂組合。

## 成員資料
| 姓名       | 出生地   | 出生日期       | 身高  |
| 英亞(EA)   | 日本東京 | 2003年12月20日 | 169.5 |
| 英蘭(ERAN) | 日本東京 | 2005年10月15日 | 175   |

## 經歷
自2013年定居於台灣，跟隨家人居住在台中，並於Marbledot Cafe手工窯烤披薩擔任招牌模特，之後居住在桃園就讀桃園市桃園區快樂國民小學、大有國中，2016年因為一張海邊照而爆紅，最後搬到苗栗，現今回日本發展。

平時喜歡跳舞、唱歌、釣魚、游泳，小小年紀就擁有深厚的舞蹈功底，並立志要到各國開演唱會。

曾登上節目《Stage K》、《美少年學社》、《大嘻哈時代2》，並創作許多音樂，代表作為《Pudding》。

## 音樂

### 單曲
| 年份 | 日期     | 名稱                       | 備註                 |
| 2022 | 2月16日  | 《Over Think》             | 時光代理人日版主題曲 |
| 2022 | 12月13日 | 《プリン（pudding）》      | 第一首單曲、代表作   |
| 2023 | 01月13日 | 《イライラ手裏剣》         |                      |
| 2023 | 06月30日 | 《蛙化現象》               |                      |
| 2023 | 06月30日 | 《彼女に去過された理由》   |                      |
| 2023 | 06月30日 | 《Flip Flop》              |                      |
| 2023 | 06月30日 | 《JUST U》                 |                      |
| 2023 | 06月30日 | 《black ghost》            |                      |
| 2023 | 06月30日 | 《惑星キャンディ》         |                      |
| 2023 | 06月30日 | 《Precious》               |                      |
| 2023 | 06月30日 | 《Smiling clown》          |                      |
| 2023 | 06月30日 | 《Paincake》               |                      |
| 2023 | 07月01日 | 《It`s a too small world》 |                      |
| 2023 | 07月04日 | 《Walking dead》           |                      |

### 合作
| 年份 | 日期    | 名稱          | 作詞   | 作曲   | 編曲                                | 備註                       |
| 2023 | 1月14日 | 《Sweetless》 | EAERAN | EAERAN | EAERAN、NAOtheLAIZA、Ryuichi Kureha | 收錄於靜芳專輯《靜芳宇宙》 |
| 2023 | 6月19日 | 《Sweetless》 | EAERAN | EAERAN | EAERAN、NAOtheLAIZA、Ryuichi Kureha | 日文版                     |

## 綜藝節目
| 年份 | 名稱        | 成員   | 備註                     |
| 2017 | 美少年學社  | EAERAN | 首次參加綜藝             |
| 2019 | Stage K     | EAERAN | 第二集 iKON《BEAUTIFUL》 |
| 2023 | 大嘻哈時代2 | EAERAN | 演唱自製曲《Cat n' dog》 |

## 演唱會
| 日期           | 主題                 | 地點                                | 備註                            |
| 2023年04月08日 | 首場個人演唱會       | 日本東京馬戲團                      |                                 |
| 2023年07月17日 | LuckyFes2023         | 日本日立海濱公園（茨城縣常陸那珂市) | 開場表演                        |
| 2023年07月21日 | 靜芳首張專輯發片專場 | 台灣台北The Wall Live House         | 嘉賓                            |
| 2023年09月01日 | パレイドリア vol.1   | 下北沢LIVE HAUS                     |                                 |
| 2023年10月27日 | 萬聖節               | ASOBIZA                             | ZEROTOKYO×ASOBISYSTEM舉辦的派對 |
| 2023年10月30日 | パレイドリア vol.2   | 下北沢LIVE HAUS                     | 主辦                            |

## 採訪
| 日期           | 主題                                      | 成員         | 平台                             | 備註                                                   |
| 2011年06月17日 | 全球熱門話題超美少年兄弟                  | EAERAN       | 獨家新聞!                        | 美少年兄弟日本首檔專訪                                 |
| 2017年01月22日 | 親近自然8部曲                             | 竹本英亞(EA) | YouTube                          | 快樂國小 106年教育金像獎 演唱《親近自然8部曲》、《聽》 |
| 2017年11月11日 | 美少年在台灣                              | EAERAN       | 壹電視NextTV、東森新聞、年代新聞 | 美少年兄弟在台首檔專訪                                 |
| 2022年02月03日 | EAERAN將演唱TV動畫                        | EAERAN       | S Cawaii Web                     | 演唱時光代理人日版主題曲                               |
| 2023年07月13日 | EAERAN夢想唱進全世界!首次海外演出獻給台灣 | EAERAN       | Japaholic                        |                                                        |
| 2023年07月17日 | 給日本人EAERAN吃科學麵＋皮蛋！            | EAERAN       | YouTube                          |                                                        |

## 代言
| 年分 | 品牌       | 成員   | 備註 |
| 2018 | 蓬馬的袋荷 | EAERAN |      |

## 外部連結
- EAERAN Facebook
- EAERAN Instagram
- EAERAN 微博 （页面存档备份，存于）
- EAERAN bilibili （页面存档备份，存于）
- EAERAN YouTube （页面存档备份，存于）
- EAERAN Twitter （页面存档备份，存于）
- EAERAN OFFICIAL WEBSITE （页面存档备份，存于）
- EAERAN TikTok （页面存档备份，存于）
- EAERAN SonyMusic （页面存档备份，存于）
- EAERAN Spotify （页面存档备份，存于）
- EAERAN SoundCloud （页面存档备份，存于）